# ريكاردو جايلولو
ريكاردو جايلولو (بالإيطالية: Riccardo Gagliolo) (28 أبريل 1990 بإمبيريا في إيطاليا - ) هو لاعب كرة قدم إيطالي في مركز الدفاع. لعب مع نادي كاربي وSSD Sanremese Calcio ‏ وASD Imperia ‏.

## روابط خارجية
- ريكاردو جايلولو على موقع الاتحاد الأوربي (الإنجليزية)
- ريكاردو جايلولو على موقع قاعدة بيانات كرة القدم.إي يو (الإنجليزية)
- ريكاردو جايلولو على موقع ناشيونال فوتبول تيمز (الإنجليزية)
- ريكاردو جايلولو على موقع Soccerway.com (الإنجليزية)
- ريكاردو جايلولو على موقع عالم كرة القدم.نت (الإنجليزية)
- ريكاردو جايلولو على موقع AS.com (الإسبانية)